# Bird Island (Namibië)
Bird Island (Vogeleiland, in het Duits ook Guanoinsel: Guano-eiland) is een kunstmatig eiland voor de Atlantische Oceaankust van Namibië, in de Walvisbaai. Het eiland ligt halverwege tussen de havensteden Walvisbaai en Swakopmund. Het eiland werd gebouwd om guano te winnen, dat verkocht wordt als een zeer effectieve meststof. Het houten eiland is niet verankerd in de grond, maar is slechts losjes geplaatst op de onderliggende rotsen.

## Geschiedenis
Het eiland werd in de jaren 1930 gebouwd op een klip ongeveer 400 meter uit de kust. De timmerman Adolf Winter, een Duitser die geëmigreerd was naar Swakopmund in Zuidwest-Afrika, kwam op het idee. Hij had altijd duizenden zeevogels op de rotsen zien zitten als hij er bij eb langsreed met de trein. Omdat de guano altijd werd weggespoeld door het getij, diende Winter een aanvraag in om op deze plek een houten platform te bouwen. 
In 1930 huurde Winter de rots voor een periode van vijf jaar tegen een huurprijs van 24 pond sterling per jaar. De bouw van het eerste platform begon in 1930 op een hoogte van drie meter en op een oppervlakte van 16 m². Slechts twee maanden later werd het uitgebreid tot 64 m² en een jaar later tot 256 m². In augustus 1931 was het al gegroeid tot 1600 m². Eind 1938 was het eiland uitgebreid tot 17.000 m².

## Guanowinning
De guano van het eiland wordt beschouwd als van bijzonder hoge kwaliteit, vooral omdat het stikstofgehalte aanzienlijk hoger is dan elders en er geen vermenging van de guano met zand plaatsvindt. De guano van Bird Island bestaat uit 16 procent stikstof, 9 procent fosforzuur en 4 procent potas. 99 procent van de guano is afkomstig van de Kaapse aalscholver.
De guano werd voor het eerst aan land gebracht en verkocht in 1934. Een pond guano werd verkocht voor 5 pond sterling en 10 shilling, een bedrag dat in 1938 met ongeveer 40 procent was gestegen. In 1942 waren alle schulden voor de bouw van het eiland afbetaald.
De winning vindt één keer per jaar plaats tussen februari en maart, wanneer de guano ongeveer vijf centimeter dik is. Dan kan er ongeveer 650 ton worden gewonnen.

## Natuurbehoud
In tegenstelling tot andere guanowinplaatsen, heeft de winning op het kunstmatige eiland geen bekende nadelen voor het milieu. Bird Island biedt ook een veilige broedplaats voor tot wel 200 broedparen roze pelikanen.